# Югорський Шар

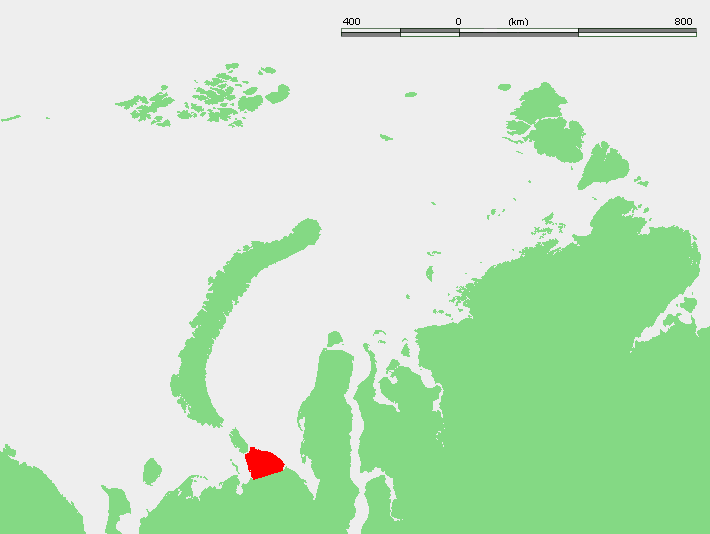
Розташування Югорського півострова. Югорський Шар розташований на північний захід

69°43′ пн. ш. 60°36′ сх. д. / 69.717° пн. ш. 60.600° сх. д.
Югорський Шар (рос. Югорский Шар) — протока між берегами острова Вайгач і Югорським півостровом, сполучає південні частини Баренцова (Печорське море) і Карського морів.
- Довжина — бл. 40 км.
- Ширина — від 2,5 до 12 км.
- Найбільша глибина — 36 м.

Більшу частину року покритий кригою. Береги протоки урвисті й скелясті. Деревинної рослинності на берегах немає, є мізерна трава, сланка, мох і ягель.
Вперше пройшли Югорський шар в 1580 році англійці Артур Піт і Чарльз Джекмен, назвавши цю протоку Нассау. Пізніше з'явився російський варіант — Вайгацька протока. Нині протока називається Югорський Шар.